# 스트로우 독스
《스트로우 독스》(영어: Straw Dogs)는 2011년 공개된 미국의 액션 스릴러 영화이다. 샘 페킨파의 1971년 동명 영화를 리메이크하였다.

## 줄거리
로스앤젤레스에 살던 영화 각본가 데이비드는 배우인 아내 에이미와 함께 에이미의 고향인 미시시피주 시골 마을로 이사한다. 데이비드는 최근 사망한 에이미의 아버지 집에서 교착 상태에 빠진 각본을 완성하려고 한다.
부부는 나중에 이 집을 팔 생각으로 보수 공사를 시작하고 도급업자인 에이미의 전 남자친구 찰리와 그의 세 친구를 헛간 지붕 수리에 고용한다. 찰리는 데이비드를 사슴 사냥에 초대했다가 데이비드를 숲에 두고 부부의 집으로 가서 에이미를 강간하고, 이후 친구 노먼이 다시 에이미를 강간하는 모습을 지켜본다. 에이미는 이를 데이비드에게 털어놓지 않는다.
이들 사이의 갈등과 긴장감은 더 격화되고 이는 부부의 생명을 위협하는 물리적 충돌로 이어진다.

## 출연
- 제임스 마즈든
- 케이트 보즈워스
- 알렉산데르 스카르스고르드
- 도미닉 퍼셀
- 리스 코이로
- 윌라 홀랜드
- 제임스 우즈
- 빌리 러시
- 래즈 얼론조
- 월턴 고긴스
- 앤슨 마운트
- 드루 파월

## 기타 제작진
- 협력 제작: 조지 플린
- 배역: 샤론 비알리, 셰리 토머스
- 미술: 토니 패닝
- 세트: 크리스틴 빅슬러
- 의상: 린 팰커너
- 분장 부문: 킴벌리 애머커
- 헤어: 로터스 세키
- 제작 관리: 보 마크스
- 조감독: 믹 로저스